# Brian Eno
Brian Eno (født Brian Peter George St. John le Baptiste de la Salle Eno 15. maj 1948) er en britisk komponist, producer og musiker. Han er mest kendt for sin medvirken i Roxy Music, for at have opfundet ambient-musikken og for med sin særlige medskabende tilgang til lyd at have produceret markante albums med bl.a. David Bowie, Talking Heads og U2. 
Ud over dette har han udgivet en række soloalbums, nogle med skæv popmusik, andre med ambient-musik. Han dokumenterede også no wave-scenen i New York som kurator af albummet No New York (1978). Han skabte en slags sample-world-music sammen med David Byrne på My Life in the Bush of Ghosts.
På grund af sin musikalske alsidighed og sin evne til at medskabe nye, markante udviklinger i musikken står han for mange som en af vor tids største og mest indflydelsesrige musikere.

## Diskografi

### Albums: Rock/pop
- 1973: Here Come the Warm Jets
- 1974: June 1, 1974 (live sammen med Kevin Ayers, John Cale og Nico)
- 1974: Taking Tiger Mountain By Strategy
- 1975: Another Green World
- 1977: Before and after Science
- 1977: 801 Live (med Phil Manzanera, Lloyd Watson, Francis Monkman, Bill MacCormick og Simon Phillips)
- 1981: My Life in the Bush of Ghosts (med David Byrne)
- 1990: Wrong Way Up (with John Cale)
- 1992: Nerve Net
- 1995: Spinner (med Jah Wobble)
- 2005: Another Day on Earth
- 2008: Everything that happens will happen today (med David Byrne)

### Albums: Ambient/instrumental
- 1975: Discreet Music
- 1978: Ambient #1 / Music for Airports
- 1978: Music for Films
- 1980: Ambient #2 / The Plateaux of Mirror (med Harold Budd)
- 1980: Fourth World, Vol. 1: Possible Musics (with Jon Hassell)
- 1982: Ambient #4 / On Land
- 1983: Apollo: Atmospheres and Soundtracks
- 1983: Music for Films, Volume 2 (med Daniel Lanois)
- 1983: Textures (med Daniel Lanois and Roger Eno)
- 1984: The Pearl (med Harold Budd)
- 1985: Hybrid (med Daniel Lanois and Michael Brook)
- 1985: Thursday Afternoon
- 1988: Music for Films, Volume 3 (med diverse kunstnere)
- 1992: The Shutov Assembly
- 1993: Neroli
- 1997: The Drop
- 2001: Drawn from Life (med Peter Schwalm)
- 2010: Small Craft on a Milk Sea (med Jon Hopkins og Leo Abrahams)

### Som producer
Det skal understreges at Eno ofte gik så aktivt ind i den kreative proces a hans rolle her er større end den man normalt forstår som lydproducerens.
- 1977: David Bowie: Low (også sangskriver)
- 1977: David Bowie: "Heroes" (også sangskriver)
- 1979: David Bowie: Lodger (også sangskriver)
- 1995: David Bowie: 1. Outside
- 1978: Talking Heads: Remain In Light
- 1979: Talking Heads: Fear of Music
- 1980: Talking Heads: Remain In Light
- 1984: U2: The Unforgettable Fire (sammen med Daniel Lanois)
- 1987: U2: The Joshua Tree (sammen med Daniel Lanois)
- 1991: U2: Achtung Baby (sammen med Daniel Lanois)
- 1993: U2: Zooropa
- 2006: Paul Simon: Surprise
- 2008: Coldplay: Viva La Vida
- 2009: U2: No Line on the Horizon